# Olmeta-di-Tuda
Olmeta-di-Tuda es una comuna y población de Francia, en la región de Córcega, departamento de Alta Córcega.
Su población en el censo de 1999 era de 291 habitantes.

## Demografía
| 191 | 204 | 150 | 221 | 247 | 291 |
| Para los censos de 1962 a 1999 la población legal corresponde a la población sin duplicidades (Fuente: INSEE [Consultar]) |     |     |     |     |     |